# Roland Zorzi
Roland Zorzi (* 13. Jänner 1985) ist ein österreichischer Grasskiläufer. Er startet für den Skiclub Elsbethen und gehört dem A-Kader des Österreichischen Skiverbandes an. Zorzi erreichte bisher sechs Top-15-Platzierungen in Weltcuprennen und wurde 2004 Österreichischer Vizemeister im Riesenslalom. Sein Bruder Josef Zorzi war ebenfalls Grasskiläufer.

## Karriere
Zorzis beste Resultate bei Juniorenweltmeisterschaften waren zwei 15. Plätze im Slalom und in der Kombination 2003 in Goldingen und ein 15. Platz im Riesenslalom 2005 in Nové Město na Moravě. 2004 wurde er Österreichischer Vizemeister im Riesenslalom, 2005 gewann er bei den Österreichischen Meisterschaften die Bronzemedaille im Slalom, im Super-G und in der Kombination und bereits 2002 hatte er ebenfalls die Bronzemedaille in der Kombination gewonnen.
Bis 2004 nahm Zorzi bereits an mehreren Weltcuprennen teil, ging aber von 2005 bis 2007 nur bei FIS-Rennen an den Start, in denen er in diesen drei Jahren dreimal unter die besten zehn fuhr. Seit der Saison 2008 ist Zorzi auch wieder im Weltcup am Start. In diesem Jahr erreichte er den 21. Platz in der Super-Kombination von Rettenbach und den 23. Platz in der Super-Kombination von Forni di Sopra sowie drei Top-20-Ergebnisse in FIS-Rennen, womit er den 40. Rang im Gesamtweltcup belegte. In der Saison 2009 konnte er seine Ergebnisse verbessern und erreichte mit Platz 13 im ersten Slalom von Čenkovice sein bestes Saisonergebnis. Weitere Top-20-Ergebnisse gelangen ihm mit Platz 19 im zweiten Slalom von Čenkovice, Platz 15 im Slalom von Maria Gugging und Rang 18 im Riesenslalom von Forni di Sopra. Hinzu kommen ein 24. und ein 27. Platz in den Super-Kombinationen von Forni di Sopra und Wilhelmsburg sowie mehrere Top-20-Resultate in FIS-Rennen, womit er sich auf Rang 28 im Gesamtweltcup verbesserte. Bei der Weltmeisterschaft 2009 in Rettenbach kam er allerdings an seine Weltcupergebnisse nicht heran. Im Riesenslalom wurde er 34. und im Super-G 45. In seiner stärksten Disziplin, dem Slalom, schied er im zweiten Durchgang aus und in der Super-Kombination wurde er im Slalomdurchgang nach einem Torfehler disqualifiziert.
Im Juni 2010 gewann Roland Zorzi die Bronzemedaille im Slalom bei den Österreichischen Meisterschaften in Rettenbach und damit seine erste nationale Medaille seit fünf Jahren. Am 19. September erreichte er mit Platz zehn im Slalom von Sestriere sein bisher bestes Weltcupergebnis, zuvor war er in der Saison 2010 schon in vier Weltcuprennen unter die schnellsten 20 gefahren. Im Gesamtweltcup konnte er sich um einen Platz auf Rang 27 verbessern. Nachdem Zorzi im Jahr 2011 an keinen Wettkämpfen teilgenommen hatte, startete er in der Saison 2012 wieder bei zwei Weltcuprennen in San Sicario. Er wurde 15. im Riesenslalom und 23. im Super-G.

## Erfolge

### Weltmeisterschaften
- Rettenbach 2009: 34. Riesenslalom, 45. Super-G

### Juniorenweltmeisterschaften
- Goldingen 2003: 15. Slalom, 15. Kombination, 29. Riesenslalom, 29. Super-G
- Nové Město na Moravě 2005: 15. Riesenslalom, 19. Super-G

### Weltcup
- 6 Platzierungen unter den besten 15